# Orsolobus chilensis
Orsolobus chilensis là một loài nhện trong họ Orsolobidae.
Loài này thuộc chi Orsolobus. Orsolobus chilensis được Raymond Robert Forster & Norman I. Platnick miêu tả năm 1985.